# 気まぐれロマンティック
「気まぐれロマンティック」（きまぐれロマンティック）は、いきものがかりの楽曲。自身の12枚目のシングルとして、エピックレコードジャパンからCDシングル・デジタル・ダウンロードで2008年12月3日に発売された。

## 解説
3rdアルバム『My song Your song』からの先行シングルとして、前作「プラネタリウム」から約1か月半ぶりに発売された2008年第5弾シングル。初回仕様限定盤には特典として「いきものカード009」が封入されている。

## 認定と売上
|                                 | 認定 (RIAJ)      | 認定単位      |
| ------------------------------- | ---------------- | ------------- |
| ダウンロード                    | ダブル・プラチナ | 50万DL以上    |
| ストリーミング                  | ゴールド         | 5,000万回再生 |
| * 認定のみに基づく売上/再生回数 |                  |               |

## 収録曲
1. 気まぐれロマンティック (4:03)
  - 作詞・作曲：水野良樹 / 編曲：江口亮 / 弦編曲：クラッシャー木村

フジテレビ系テレビドラマ『セレブと貧乏太郎』主題歌[注 1]、テレビ神奈川『saku saku』 2008年12月度エンディングテーマ。
ミュージックビデオはテクノポップユニット・YMCK製作のドット絵アニメーションが用いられており、これをバックにハンバーガーショップ店員やナース（医師）などに扮したメンバーが演奏する様子が描かれている[注 2]。
ライブでは「じょいふる」と並んで盛り上がる曲のひとつであり、「東京猿物語」と同様に吉岡がMVでも披露されている振り付けを観客と一緒に踊りながら歌うのが定番となっている。
発売に先駆けて、ドラマ放送開始直後の2008年10月から着うた等で配信されていた。
水野は自身のTwitterで、本曲に当初「サンデーモーニング」というタイトルを付けており[3]、曲調もバラードのようなテンポにしていたことを明かしている[4]。
2014年からは、東京ヤクルトスワローズの私設応援団が「共通テーマβ」（打席が長引いた際等に演奏される全選手共通の応援歌）として応援に使用している。
2. message (4:18)
  - 作詞・作曲：山下穂尊 / 編曲：中村太知

ニンテンドーDS用ゲームソフト「大合奏!バンドブラザーズDX」CMソング。
『My song Your song』に収録されているバージョンは、曲の最後に携帯電話の着信音と吉岡の台詞が追加されている。
3. 気まぐれロマンティック -instrumental-

## 演奏
気まぐれロマンティック
- 吉岡聖恵：Vocal
- 水野良樹：Electric Guitar
- 山下穂尊：Acoustic Guitar,Harmonica
- 清水ひろたか：Acoustic Guitar&Electric Guitar
- 沖井礼二：Electric Bass
- 小松シゲル (NONA REEVES)：Drums
- クラッシャー木村：Strings Arrangement
- クラッシャー木村ストリングス：Strings
- 五十嵐誠・榎本裕介：Trombone
- 中野勇介・尾崎あゆみ：Trumpet
- 江口亮: All Other Instruments

message
- 中村タイチ:Acoustic Guitar,Electric Guitar, Programming
- スティング宮本：Electric Bass
- 石井悠也：Drums
- 宮川剛：Drums&Tambourine
- 五十嵐宏治: Piano

## 収録アルバム
- My song Your song (#1・#2)
- いきものばかり〜メンバーズBESTセレクション〜 (#1)
- なまものばかり〜メンバーズBEST LIVEセレクション〜 (#1)

ライブツアー「いきものがかりの みなさん、こんにつあー!! 2009 〜My song Your song〜」より2009年5月に開催した渋谷C.C.Lemonホール（渋谷公会堂）公演のライブ音源が収録されている。
- 超いきものばかり〜てんねん記念メンバーズBESTセレクション〜 (#1)

## カバー
- 島村卯月（大橋彩香） - アルバム『THE IDOLM@STER CINDERELLA MASTER Cute jewelries! 001』（2013年10月9日）収録。
- 高木さん（高橋李依） - テレビアニメ『からかい上手の高木さん』第1話・第2話・OVAエンディングテーマ。アルバム『からかい上手の高木さん Cover Song Collection』（2018年3月28日）収録。
- Pastel*Palettes［丸山彩（前島亜美）］ - ゲーム『バンドリ! ガールズバンドパーティ!』収録曲（2018年5月3日追加[5]）。アルバム『Pastel à la mode』（2023年5月31日）収録[6]。
- 戌亥とこ - アルバム『IMAGINATION vol.2』（2019年11月27日発売、先行配信10月26日）収録[7]。
- アーリャ（上坂すみれ） - テレビアニメ『時々ボソッとロシア語でデレる隣のアーリャさん』第11話エンディングテーマ[8]。
- ナヨン（TWICE） - カバー音源を2025年5月30日に配信リリース[9]。